# Cadel Evans Great Ocean Road Race Women
Cet article traite uniquement de la compétition féminine. Pour la compétition masculine, voir Cadel Evans Great Ocean Road Race.
La Cadel Evans Great Ocean Road Race Women est une course cycliste sur route féminine australienne, créée en 2015 à l'initiative du vainqueur du Tour de France et champion du monde Cadel Evans. La course se déroule à Geelong (Victoria). À sa création, L'épreuve fait partie du calendrier national australien en 2015, puis devient une course UCI en classe 1.2 en 2016, puis 1.1 en 2018. En 2020, elle intègre à son tour l'UCI World Tour féminin, la plus haute division du cyclisme sur route.
La course est à mettre dans la suite de la Geelong World Cup, la manche de Coupe du monde féminine qui avait lieu de 2003 à 2008 dans la ville. Elle a lieu le dernier samedi de janvier ou le premier de février, un jour avant sa version masculine.
Les éditions 2021 et 2022 sont annulées en raison de la pandémie de Covid-19.

## Palmarès
| Année | Vainqueur            | Deuxième             | Troisième             |                  |
| ----- | -------------------- | -------------------- | --------------------- | ---------------- |
| 2015  | Rachel Neylan        | Valentina Scandolara | Tessa Fabry           |                  |
| 2016  | Amanda Spratt        | Rachel Neylan        | Danielle King         |                  |
| 2017  | Annemiek van Vleuten | Ruth Edwards         | Mayuko Hagiwara       |                  |
| 2018  | Chloe Hosking        | Gracie Elvin         | Giorgia Bronzini      |                  |
| 2019  | Arlenis Sierra       | Lucy Kennedy         | Amanda Spratt         |                  |
| 2020  | Liane Lippert        | Arlenis Sierra       | Amanda Spratt         |                  |
| 2021  | annulé/abandonné     | annulé/abandonné     | annulé/abandonné      | annulé/abandonné |
| 2022  | annulé/abandonné     | annulé/abandonné     | annulé/abandonné      | annulé/abandonné |
| 2023  | Loes Adegeest        | Amanda Spratt        | Nina Buysman          |                  |
| 2024  | Rosita Reijnhout     | Dominika Włodarczyk  | Cecilie Uttrup Ludwig |                  |
| 2025  | Ally Wollaston       | Karlijn Swinkels     | Noemi Rüegg           |                  |